# Lubuk Liku
Lubuk Liku is een bestuurslaag in het regentschap Ogan Komering Ulu Selatan van de provincie Zuid-Sumatra, Indonesië. Lubuk Liku telt 528 inwoners (volkstelling 2010).